# Kim Åsberg
Kim Elisabeth Åsberg, född 25 juni 1951 i Årsta, är en svensk före detta barnskådespelare. Hon spelade Britta i 1960-talsversionen av Alla vi barn i Bullerbyn.

## Filmografi
- 1960 – Alla vi barn i Bullerbyn
- 1961 – Bara roligt i Bullerbyn